# 芭荼卡玛
芭荼卡玛（Bathukamma）属于印度花卉节，参与者多为女性，主要流行于特伦甘纳邦及安得拉邦（Andhra Pradesh）部分地区，相当于其他地区的九夜节（Sarada Navratri）或杜尔迦节（Durga Puja）。 按照塞迦历（Sathavahana calendar），芭荼卡玛通常在公历9 月至 10 月举行，刚好接档新月祭祖日（Pitru Amavasya或Mahalaya Amavasya），进行为期 9 天的庆祝活动，最后一天（Saddula Bathukamma 或 Pedda Bathukamma）是最热闹的。芭荼卡玛是印度秋季（Sarad 或 Sharath Ruthu）的开始，而接下来持续7天的芭德玛（Boddemma）则标志着季风季节（Varsha Ruthu）的结束。
在特伦甘纳邦设邦运动中，芭荼卡玛，以及奉食节（Bonalu）、 萨玛卡萨拉拉玛女神节（Sammakka Saralamma Jatara）、佩拉潘杜嘉（Peerla Panduga）等节日成为该地区不同于安得拉邦的独立标志，因而日渐受到重视。2014年，特伦甘纳邦分裂成功，这一年举办的芭荼卡玛庆祝活动尤为盛大。    芭荼卡玛是以各式时令花卉精心编织的美丽花簇，排列成7层同心圆，形似神庙门塔瞿布罗（gopuram），且其中大部分花朵都是具有药用价值的。在泰卢固语中，“芭荼卡玛（Bathukamma）”意为“母神显灵”。在古老的德干高原上，它代表着“生命的节日”，庆祝10月的丰收。
在这女性的专属节日里，特伦甘纳邦的女子皆盛装打扮。妇女身着纱丽（Sari），佩戴各色珠宝首饰。未婚的年轻女孩则通常穿半纱丽（Langa-Voni/Half-Saree）或楞哈秋丽（Lehenga Choli），同样点缀珠宝，完美展现出印度传统女性的优雅端庄。
- 第 1 天：英吉利普拉芭荼卡玛
- 第 2 天：阿特库拉芭荼卡玛
- 第 3 天：木达帕普芭荼卡玛
- 第 4 天：娜娜比亚米芭荼卡玛
- 第 5 天：阿特拉芭荼卡玛
- 第 6 天：阿利吉娜芭荼卡玛 （阿拉卡芭荼卡玛）
- 第 7 天：维帕卡亚拉芭荼卡玛
- 第 8 天：维娜木达拉芭荼卡玛
- 第 9 天：萨杜拉芭荼卡玛

男孩们为家中母亲和姐妹带回各种各样的花朵，用来制作芭荼卡玛的花簇。

## 居于凡缪拉伐达的遮娄其人
罗湿陀罗拘陀（Rashtrakuta）王朝统治时期，遮娄其人（Chalukya）为其封臣，封地于凡缪拉伐达（Vemulawada）。在朱罗王朝（Chola）与罗湿陀罗拘陀王朝的多次战争中，遮娄其人都选择支持后者。公元973年，遮娄其领主泰拉帕二世（Tailapa II）推翻了末代国王羯迦二世（Karka  II）的统治，独立为遮娄其王朝。公元 997 年泰拉帕二世驾崩，他的儿子娑底耶室羅耶继位。曾经，在凡缪拉伐达一带（今茹迦娜瑟西拉（Rajanna Sircilla）地区），罗阇罗阇希瓦拉神庙（Sri Raja Rajeshwara）久负盛名。 朱罗国王帕兰塔卡乔拉二世（Parantaka Sundara Chola）不敌罗湿陀罗拘陀王朝的入侵，因此成为湿婆（Raja Rajeswara）信徒，期望牠能帮助王朝解决困境。他甚至以此命名自己的儿子为罗茶罗乍（Raja Raja）。这件事记载于当时遮娄其领主艾瑞克萨利（Arikesari）的墓志铭中。 罗茶罗乍一世在位共29年（公元 985 至 1014 年）。其间，他的儿子拉真陀罗（Rajendra Chola）担任陆军总司令，打败了遮娄其国王萨提亚斯拉亚（Satyaasraya ）。作为战胜者，他摧毁了战败国的湿婆神庙，并将供奉于此的巨型湿婆林伽带回，送给了他的父亲。 1006年，罗茶罗乍一世开始建造神庙，以安置这座巨大林伽。1010年，神庙竣工，林伽落座。朱罗国王的墓志铭以泰米尔语写就，声称建造布里哈迪希瓦拉神庙（Brihadeswara temple，即罗阇罗阇希瓦拉神庙）所需花费，均是当时从遮娄其王朝的手中掠夺来的。
时至今日，对比巴希米希瓦拉神庙（位于凡缪拉伐达）和布里哈迪希瓦拉神庙（位于朱罗王朝的坦贾武尔）中供奉的湿婆林伽，我们仍能看到二者的相似之处。当初朱罗王朝将湿婆林伽带回坦贾武尔，这一举措寒了所有遮娄其人的心。于是，为了安慰本地寺庙中供奉的雪山神女（Bruhadamma），也为了昭示朱罗人的罪行，人们用花卉制成形似梅鲁峰的芭荼卡玛，最高处摆放以姜黄雕刻成的雪山神女像（Gouramma），八天九夜歌舞不停，以慰神灵。然后将其沉入水中，完成净化后再打捞上来。这便是芭荼卡玛的节日雏形。

## 节日准备
在这个季节，青葙、决明、万寿菊、菊花、莲花、南瓜、黄瓜、细叶谷木、羽芒菊、印度藏茴香、牵牛花、柚木花，各色花卉竞相绽放，装点着原本贫瘠的荒原。当地男人从野外带回鲜花，制作芭荼卡玛。
芭荼卡玛的制作可称为民间艺术。当天下午，当地妇女就开始做准备工作：将花朵剪下，只留短短的茎叶，抓一把青葙花，排列在宽大的盘子（Thambalam）上，色彩缤纷，芳香四溢。
完成后，她们围绕着做好的芭荼卡玛，载歌载舞，呼唤女神赐福。

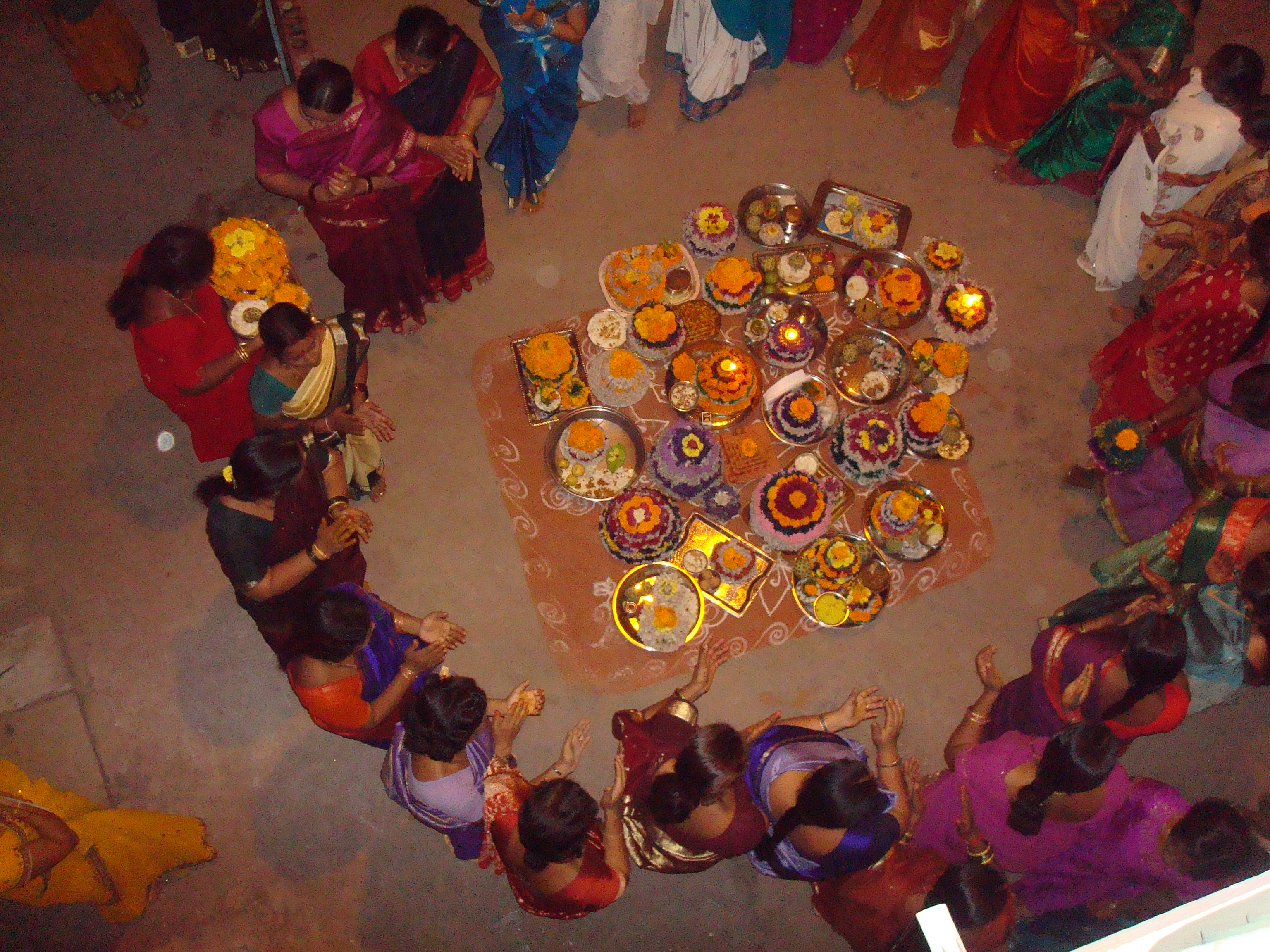
特伦甘纳邦妇女庆祝芭荼卡玛

芭荼卡玛将持续9天，依据每天提供的食物（naivedyam）类型，各自有不同名称。大多数食物的制作都非常简单，前8天的食物通常由小朋友或未婚女子烹制。只有在萨杜拉芭荼卡玛，也就是节日最后一天，才会由所有妇女参加筹备。以下是每一天的名称以及当天准备的食物。 
- 英吉利普拉芭荼卡玛，节日的第一天，刚好是新月祭祖日，也就是特伦甘纳邦的佩莎拉新月日（Pethara Amavasya）

当天提供的食物有：芝麻（Nuvvulu）、米粉（biyyampindi）和糙米（nookalu）。
- 阿特库拉芭荼卡玛：节日第二天，是印度历七月（Ashwayuja masam）的第一天（ Padyami）。

当天提供的主食是半熟扁米（atkulu 阿特库拉），以及清煮小扁豆（Sappidi pappu）和片糖（bellam）
- 木达帕普芭荼卡玛：节日第三天，印度历七月的第二天（Vidiya）。

当天提供的主食是半熟小扁豆（muddapappu 木达帕普），以及牛奶和片糖
- 娜娜比亚米芭荼卡玛：节日第四天，印度历七月的第三天（thidiya）。

当天提供的主食是稻米（nananesina biyyam 缩写为娜娜比亚米），还有牛奶和片糖
- 阿特拉芭荼卡玛：节日第五天，印度历七月的第四天（chathurdi）。

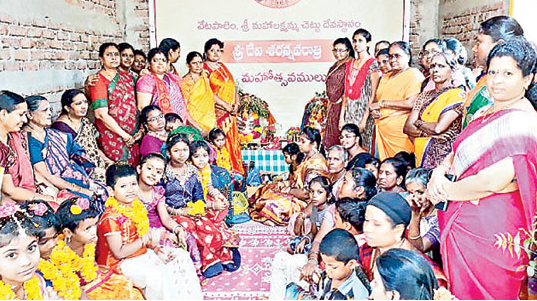
在安得拉邦普拉喀桑县庆祝 芭荼卡玛的女子

当天提供的主食是煎饼（Atlu 阿特拉），通常有小麦煎饼（uppidi pindi atlu）或多萨饼
- 阿利吉娜芭荼卡玛：节日第六天，印度历七月的第五天（panchami）。

当天不提供食物。
- 维帕卡亚拉芭荼卡玛：节日第七天。印度历七月的第六天（sashti）。

当天提供的主食是油炸米粿：将米粉捏成苦楝果的模样，下锅油炸后供大家食用。
- 维娜木达拉芭荼卡玛：节日第八天，印度历七月的第七天（sapthami）。

当天食物主要有黄油（Venna 维娜）或酥油（ghee），还有芝麻和片糖
- 萨杜拉芭荼卡玛：节日第九天，印度历七月的第八天（ashtami），与杜尔迦节（Durgashtami）的最后一天重合。

当天提供五种米饭料理：凝乳饭（perugannam saddi）、罗望子饭（chinthapandu pulihora saddi）、柠檬饭（nimmakaya saddi）、椰子饭（kobbara saddi）和 芝麻饭（nuvvula saddi）

### 萨杜拉芭荼卡玛
芭荼卡玛历时九天，在杜尔迦节的最后一天落幕，落幕之日被称为萨杜拉芭荼卡玛。芭荼卡玛入水仪式(Bathukamma Visarjan) 将在这一天进行，特伦甘纳邦举城欢庆，到处洋溢着虔诚的欢喜，锣鼓声有节奏地传遍大街小巷。到了晚间，宁谧祥和的美好氛围随暮色笼罩大地。 仪式开始前，花簇顶端的雪山神女像（Gauramma）被取下，每个已婚妇女从中取一小块涂在自己的曼加拉经（Mangala sutra）上，保佑婚姻美满，祈求丈夫平安健康，免受邪恶与疾病侵扰。

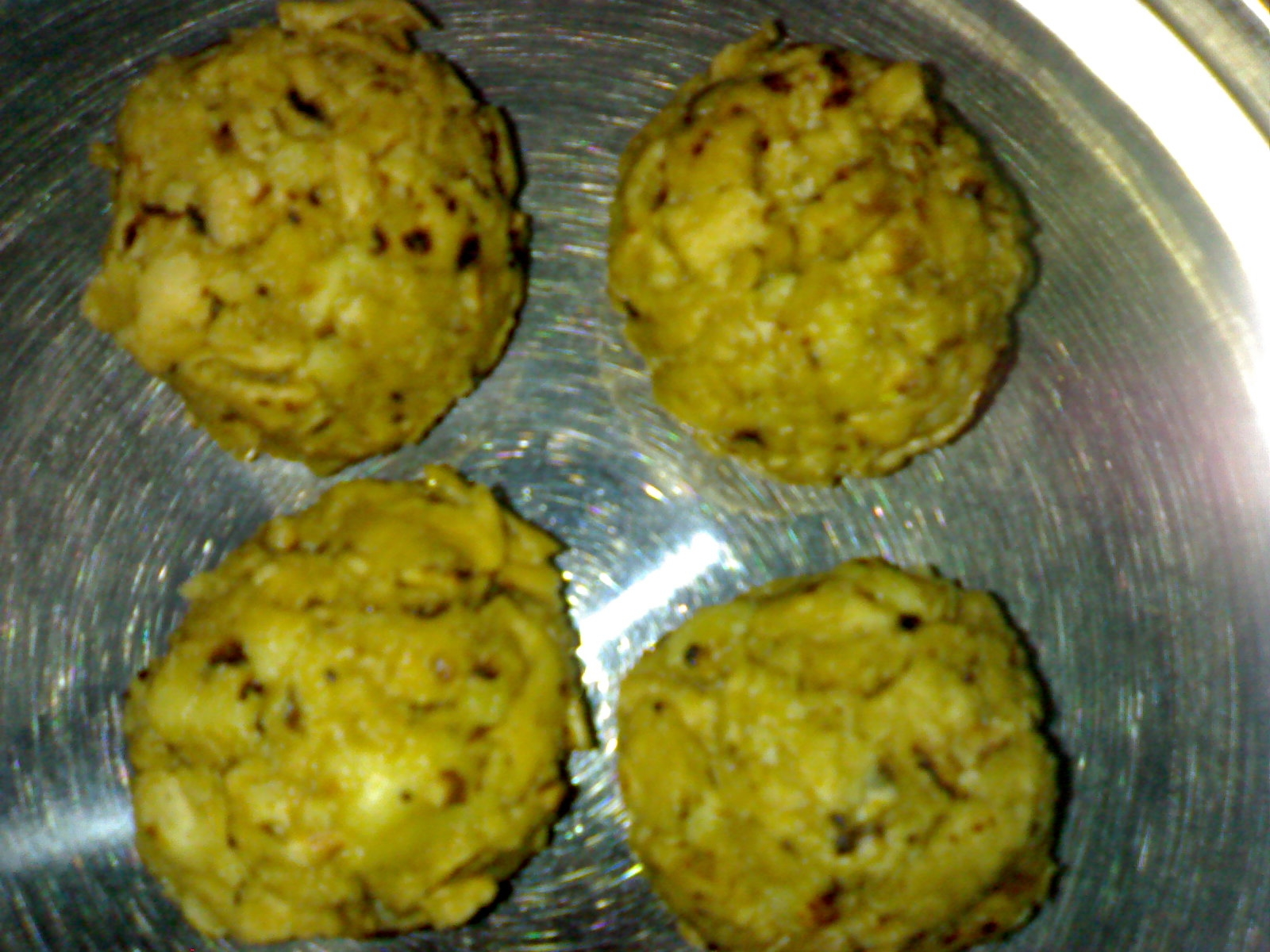
玛莱达（特伦甘纳邦传统点心）

过节期间，每天都有特定的食物供应，有时会准备由萨荼面粉（sattu）制成的特餐，供大家食用，同时也用来祭祀女神。主要的食物组成有玉米（మొక్కజొన్నలు），高粱（జొన్నలు），珍珠粟（సజ్జలు），黑吉豆（మినుములు），鹰嘴豆（శనగలు），绿豆（పెసర్లు），花生（పల్లి），芝麻（నువ్వులు） ，小麦（గోధుమలు），稻米（బియ్యము），腰果（Kaju），片糖（బెల్లం），牛奶（పాలు）等。 最后一天会准备玛莱达——一种加了片糖的面饼，活动结束后分发给大家。

## 背景知识
在印度语中，芭荼卡玛意为“母神显灵”，呼唤娑提女神的回归。传说中娑提的确复活成为雪山神女（Goddess Parvati），于是这两位女神成为芭荼卡玛的主祭神灵。 
与芭荼卡玛相关的神话传说很多。据其中一个版本，雪山神女与水牛阿修罗（Mahishasura）激战并将其杀死。其后精疲力竭，从印度历七月的第一天开始，便长睡不醒。信徒诚心祈祷，终于，在第十天，女神苏醒。
还有另一个版本，相传朱罗国王德哈尔曼嘎达（Dharmangada）与妻子萨提亚伐提（Satyavati）有100 个儿子，却全部阵亡战场，于是祈求吉祥天女（Lakshmi）降生为他们的孩子。天女听到了他们真诚的祈祷，同意了他们的请求。当吉祥天女在宫中出生时，圣人们纷纷献上祝福，愿她青春永驻，长生不老（Bathukamma/Live Forever）。从此，特伦甘纳邦的未婚女子都会庆祝芭荼卡玛，向女神求一段美满姻缘，并根据女神的引导，学习如何照顾公婆、丈夫，做一个尊老爱幼的好女人、好母亲，成为孩子们的好榜样。当然，已婚妇女并未被节庆排除在外，她们祈求女神，保佑家人身体健康，家族枝繁叶茂。
传说中，雪山神女为夏克提女神的化身，痴迷于鲜花。于是人们以方形的木制或竹制框架为底座供奉鲜花，向上逐渐收合成尖顶，形似神庙塔门瞿布罗。 雪山神女像便高立尖顶之上，由百花簇拥围绕，受众人朝拜。
芭荼卡玛是一个充满欢声笑语的节日。前后长达一个月的庆祝活动中，到处有热闹的庙会赶集，舞蹈、音乐、戏剧及其他各种表演活动轮番上阵，成千上万的游客蜂拥而至，与当地居民共同见证这一民族盛会。

### 引用
- http://www.telangana.org/Bathukamma/Bathukamma_BayArea.htm （页面存档备份，存于）
- 特伦甘纳邦的花卉节 ( http://www.thehansindia.com/posts/index/Hans/2015-10-17/Bruhathamma-Brathukamma-Bathukamma/181367 （页面存档备份，存于） )
- 变革之旅 ( http://www.hindu.com/thehindu/mp/2005/02/22/stories/2005022200770300.htm （页面存档备份，存于） )。印度教徒，2005 年 2 月 22 日。 2011 年 10 月 6 日检索。
- 在美国领略特伦甘纳风味http://www.thehindu.com/todays-paper/tp-national/tp-andhrapradesh/Savouring-Telangana-flavour-in-the-US/article14849697.ece （页面存档备份，存于）
- 烹饪的乐趣 ( https://web.archive.org/web/20131015105412/http://www.thehindu.com/life-and-style/Food/article799015.ece )，印度教徒，2010 年 9 月 27 日。 2011 年 10 月 6 日检索。
- “高丽女神”( https://web.archive.org/web/20071216181412/http://www.csuohio.edu/hindu/Gauri.htm%29 。
- 关于印度教。印度教学生协会。克利夫兰州立大学。 2006-02-20。原始链接为https://web.archive.org/web/20070715223624/http://www.csuohio.edu/hindu/Gauri.htm ），存档于 2007 年 8 月 11 日。检索于 2011-10-06。
- 芭荼卡玛的盛大落幕( http://www.hindu.com/2007/10/19/stories/2007101958130300.htm （页面存档备份，存于） ），印度教徒，2007 年 10 月 19 日。 2011 年 10 月 6 日检索。